# Sekundarschule Johann Wolfgang von Goethe Merseburg

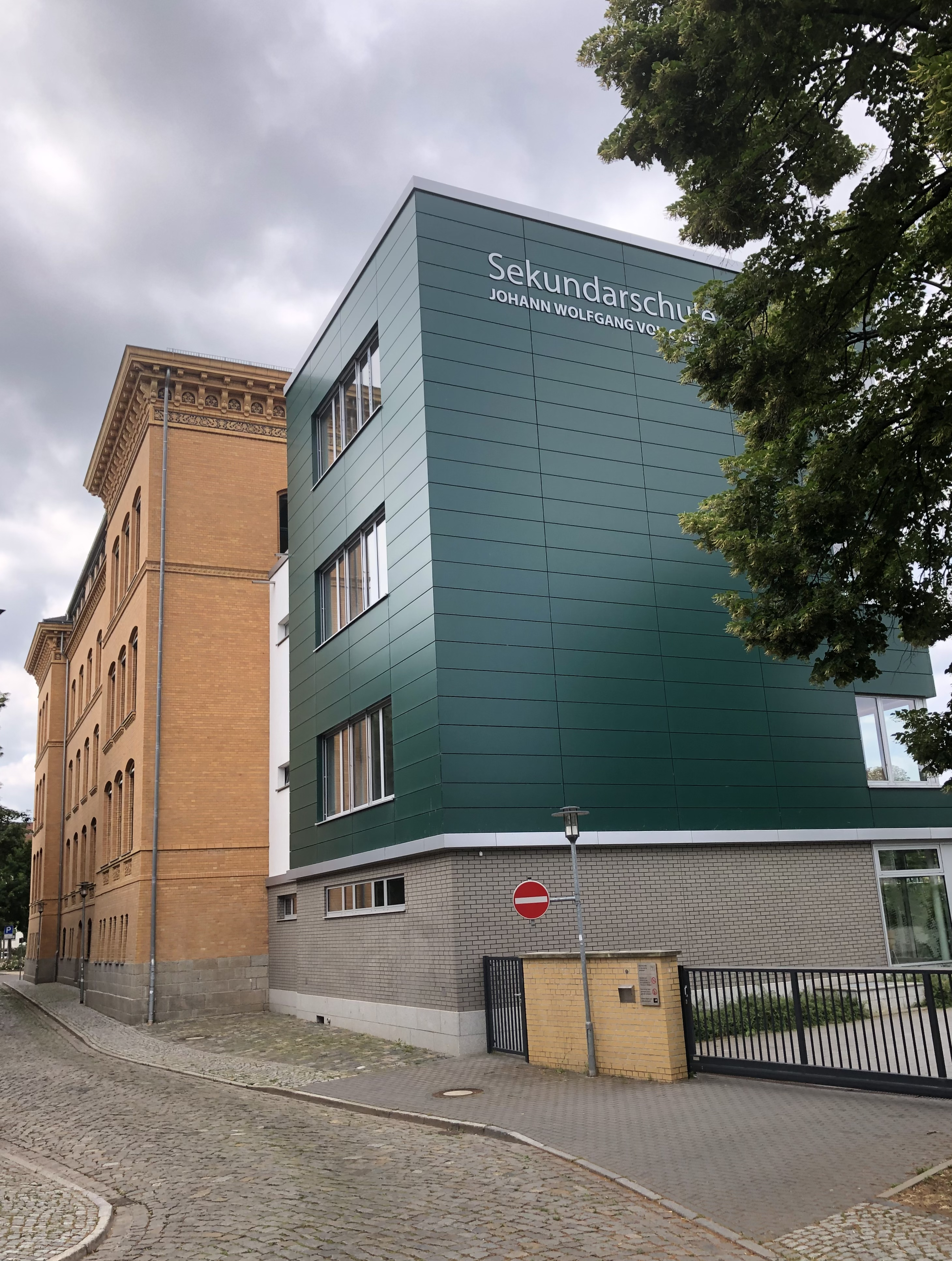
Sekundarschule mit Anbau im Jahr 2021

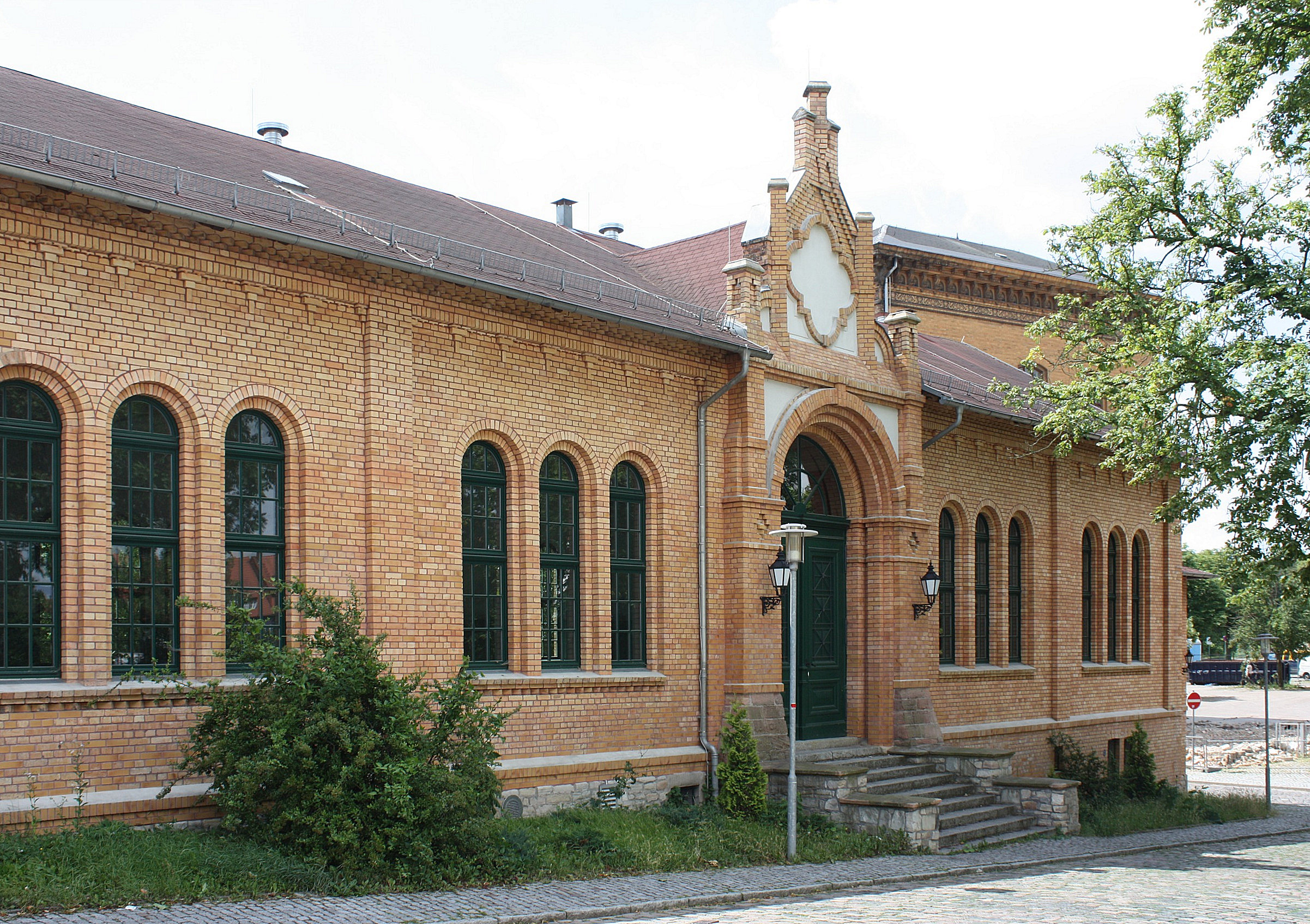
Brauhausturnhalle, 2011 (im Hintergrund das Schulgebäude noch ohne Anbau)

Die Sekundarschule Johann Wolfgang von Goethe Merseburg ist eine Sekundarschule in der Stadt Merseburg in Sachsen-Anhalt. Das Schulgebäude ist denkmalgeschützt.

## Lage
Es befindet sich in der Merseburger Altstadt auf der Nordseite der Bahnhofstraße an der Adresse Bahnhofstraße 7. Unmittelbar östlich des Schulgebäudes verläuft die Brauhausstraße, die dort in die Bahnhofstraße mündet. Westlich des Schulgeländes steht der zur historischen Merseburger Stadtbefestigung gehörende Eulenturm.

## Schulbetrieb
Die Schule wird als Sekundarschule betrieben. 36 Lehrer (Stand 2021) unterrichten Schüler in den Klassenstufen 5 bis 10. Außerdem sind zwei Schulsozialarbeiter und zwei pädagogische Mitarbeiter tätig (Stand 2021). Der Schulhof befindet sich westlich des Schulgebäudes, Sportanlagen westlich und nördlich, eine historische Sporthalle östlich.

## Architektur
Das 1885 errichtete Schulgebäude erinnert in der Gestaltung an einen italienischen Stadtpalast, der Grundriss orientiert sich an barocken Vorbildern. Die 13-achsige Fassade ist durch zwei dreiachsige Seitenrisalite und einen ebenfalls dreiachsigen Mittelrisalit geprägt und mit Terrakottaverzierungen im Stil des Manierismus verziert. Bemerkenswert ist eine bereits 1882 errichtete Turnhalle. Die als Brauhausturnhalle bekannte Halle entstand im Stil des Historismus.

## Geschichte
Am 19. Oktober 1885 wurde das Schulgebäude an der damaligen Adresse Schulstraße 1 eingeweiht. Die Schule wurde als gehobene Bürgerschule und höhere Töchterschule betrieben. Schulleiter war Friedrich Andreas Block. Im Jahr 1908 wurde die Schulstruktur verändert. Die Bürgerschule wurde zur Mittelschule, während die höhere Töchterschule als Lyzeum weiter betrieben wurde. Das Lyzeum zog 1925 in das Königliche Seminar.
Im Jahr 1933 erhielt die Schule den Namen König-Heinrich-Schule. Im Zuge des Zweiten Weltkriegs musste die Schule am 8. April 1945 den Schulbetrieb einstellen. Die Wiederaufnahme des Unterrichts erfolgte am 1. Oktober 1945, wobei die König-Heinrich-Schule nur das erste Stockwerk nutzte. In den Stockwerken zwei und drei war die Lessingschule untergebracht, die am 6. Dezember 1944 bei einem Luftangriff vollständig zerstört worden war.
Im Dezember 1949 wurde die König-Heinrich-Schule in Goetheschule umbenannt. 1958 erfolgte die Zusammenlegung von Goethe- und Lessingschule, wobei es beim Namen Goetheschule blieb. Im Juni 1969 erfolgte eine Sanierung des Gebäudes. Zugleich erhielt das Schulgebäude einen gläsernen Vorbau. Im Jahr 1972 wurde in der Aule ein Wandbild von Dieter Rex angebracht, das bis zum Umbau im Jahr 2011 erhalten blieb.
Mit Beschluss vom 7. März 1991 wurde die Goetheschule zur Sekundarschule „Johann Wolfgang von Goethe“ mit Orientierungsstufe, Real- und Hauptschulzweig. Schulleiter Klein versah das Amt bis 2002 und wurde dann von Schulleiter Fäller abgelöst. Wegen umfangreicher Sanierungsarbeiten befand sich die Schule von Februar 2011 bis August 2013 in einem Ausweichquartier in Merseburg-West. Während der Arbeiten entstand auch der Anbau auf der Nordseite des Schulgebäudes. Nach Fertigstellung des Außenbereichs fand am 8. Mai 2014 die offizielle Schlüsselübergabe statt.
Im örtlichen Denkmalverzeichnis ist die Schule unter der Erfassungsnummer 094 20284 als Baudenkmal verzeichnet. Zeitweise Bestand die Adressierung Schulstraße 7.
Seit 1993 besteht für die Schule der Förderverein Verein der Freunde und Förderer der Sekundarschule „Johann Wolfgang von Goethe“.